# ローレンスリアライゼーションハンデキャップ
ローレンスリアライゼーションハンデキャップ（Lawrence Realization Handicap）は、アメリカ合衆国ニューヨーク州のベルモントパーク競馬場で開催されていた競馬の競走である。

## 概要
1889年にイギリスのセントレジャーステークスをモデルとして、ローレンスリアライゼーションステークス（Lawrence Realization Stakes）の名称でシープスヘッドベイ競馬場に創設された競走である。競走名は考案者のジェイムズ・ローレンスの名に因んでいる。
創設当初はベルモントステークスよりも長いダート13ハロン（約2,615メートル）に制定されており、ウィザーズステークス・ベルモントステークスに続く3歳路線の最終戦にあたるため、多くの強豪が揃う3歳最強馬決定戦の位置付けにあった。なお、1911年・1912年・1914年・1915年は開催が休止されている。
一方で、強い馬が登場した年などには2頭立てのレースになることもあり、マンノウォーが2着馬フードウィンクに100馬身差をつけての圧勝劇を繰り広げたことで知られる1920年の同競走も、2頭立てで行われたものである。マンノウォーと同競走には不思議と縁があり、マンノウォーの父フェアプレイと、マンノウォー産駒のフェアリーマンハースト（Fairy Manhurst）も同競走を優勝しており、親子3代に亘っての制覇を成し遂げている。
施行条件は当初ダート13ハロンであったが、1970年に芝12ハロンに変更された。1994年には斤量もハンデキャップに変更され、競走名もローレンスリアライゼーションハンデキャップに変更された。開催地も度々替わった競走で、1913年にベルモントパーク競馬場に移設されており、時折アケダクト競馬場に移設開催されていた時期も存在した。
長らくアメリカ三冠に次ぐ競走として位置付けられていたが、次第に価値が薄らいでいくことになる。1973年のグレード制導入時にはG2に設定されていたが、1989年にはG3に降格している。
2005年、同競走は施行団体のニューヨーク競馬協会が取り組んでいる重賞賞金額の減額案に基づき、競馬番組改正に際して廃止された。

## 歴代優勝馬
- 2005	Taming The Tiger
- 2004	Gunning For
- 2003	Kicken Kris
- 2002	Fisher Pond
- 2001	Sharp Performance
- 2000	Ciro
- 1999	Gritty Sandie
- 1998	Parade Ground
- 1997	Renewed
- 1996	Da Dean
- 1995	Flitch
- 1994	Personal Merit